# Agaricia humilis
Agaricia humilis là một loài san hô trong họ Agariciidae. Loài này được Verrill mô tả khoa học năm 1901.